# Rodingite

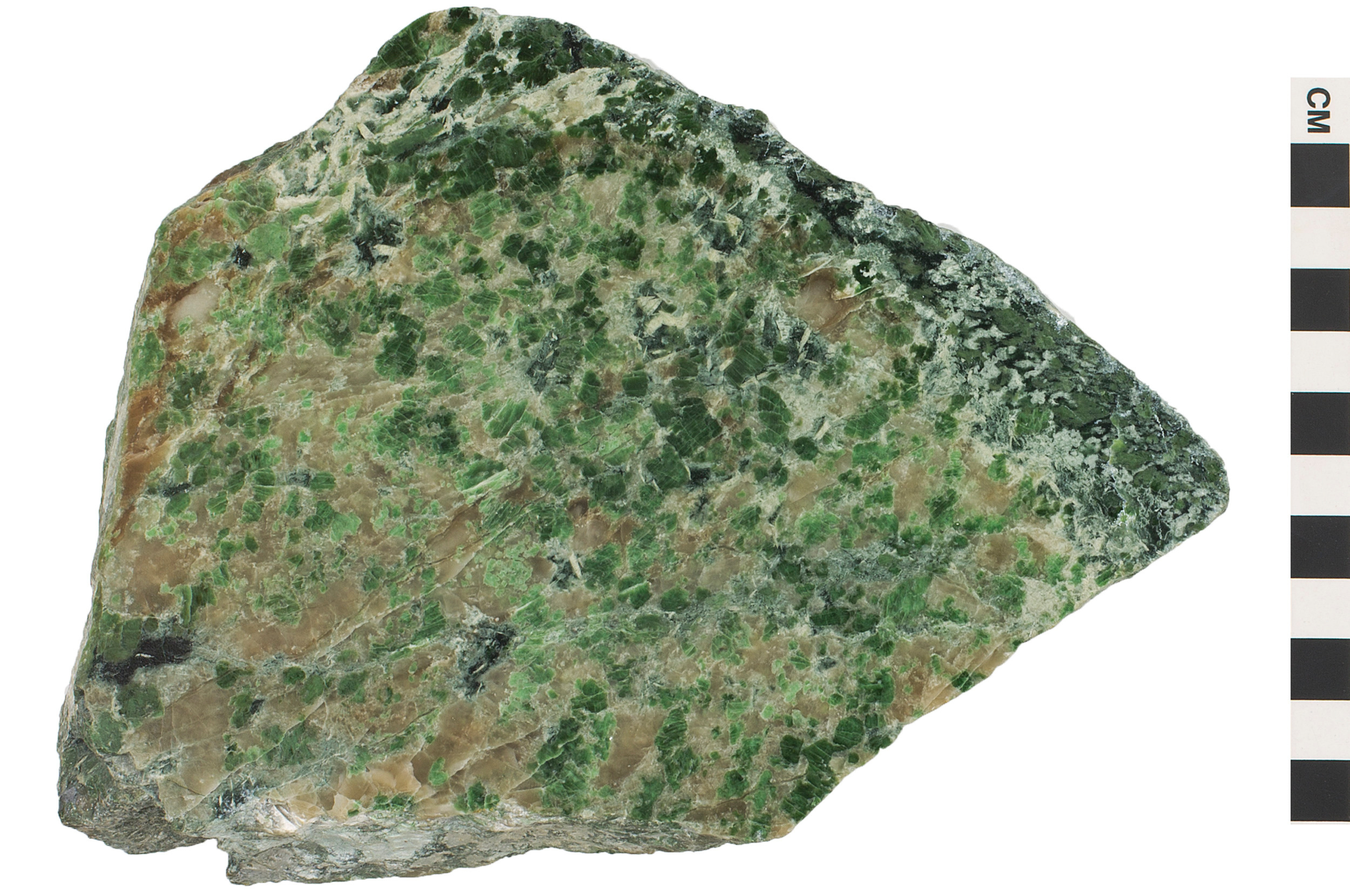
Rodingite de Maryland.

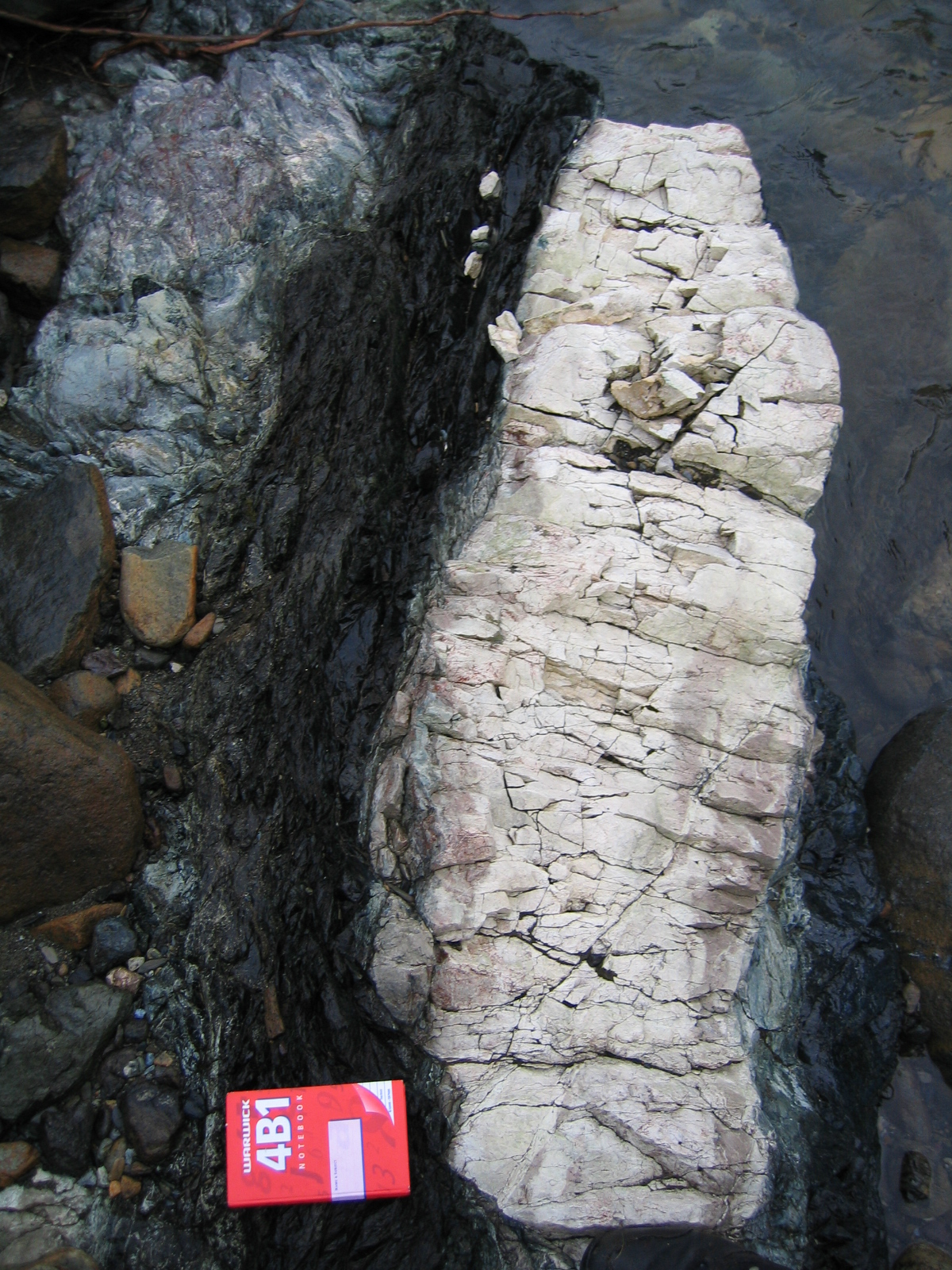
Um dique de rodingite (branco) em serpentinite (verde) na Dun Mountain Ophiolite Belt, New Zealand.

Rodingite (por vezes referida pelo nome obsoleto de «granatite») é uma rocha metassomática composta por andradite grossulária, piroxenas cálcicas, vesuvianite, epídoto e escapolite. As rodingites são comuns onde existam rochas máficas em contato com rochas ultramáficas serpentinizadas. Nessas circunstâncias, as rochas máficas são alteradas pelos fluidos com elevado pH e altos teores em Ca2+ e OH− resultantes do processo de serpentinização, transformando-se em rodingites. O conteúdo mineral das rodingitas é altamente variável, sendo sua característica definidora um alto teor de cálcio, baixo teor de silício e o ambiente de formação associado à serpentinização. As rodingites são ocorrência comum associadas a ofiolitos, mélanges de serpentinites, peridotitos da crusta oceânica e maciços de eclogite. O nome «rodingite» tomou como epónimo a localidade-tipo nos afloramentos do Dun Mountain Ophiolite Beltnas margens do rio Roding, Nelson, New Zealand.